# Reggenza di Simalungun
La reggenza di Simalungun (in lingua indonesiana: Kabupaten Simalungun) è una reggenza dell'Indonesia, situata nella provincia di Sumatra Settentrionale.